# Gilles Peterson
Pour les articles homonymes, voir Peterson.
 (juillet 2012).

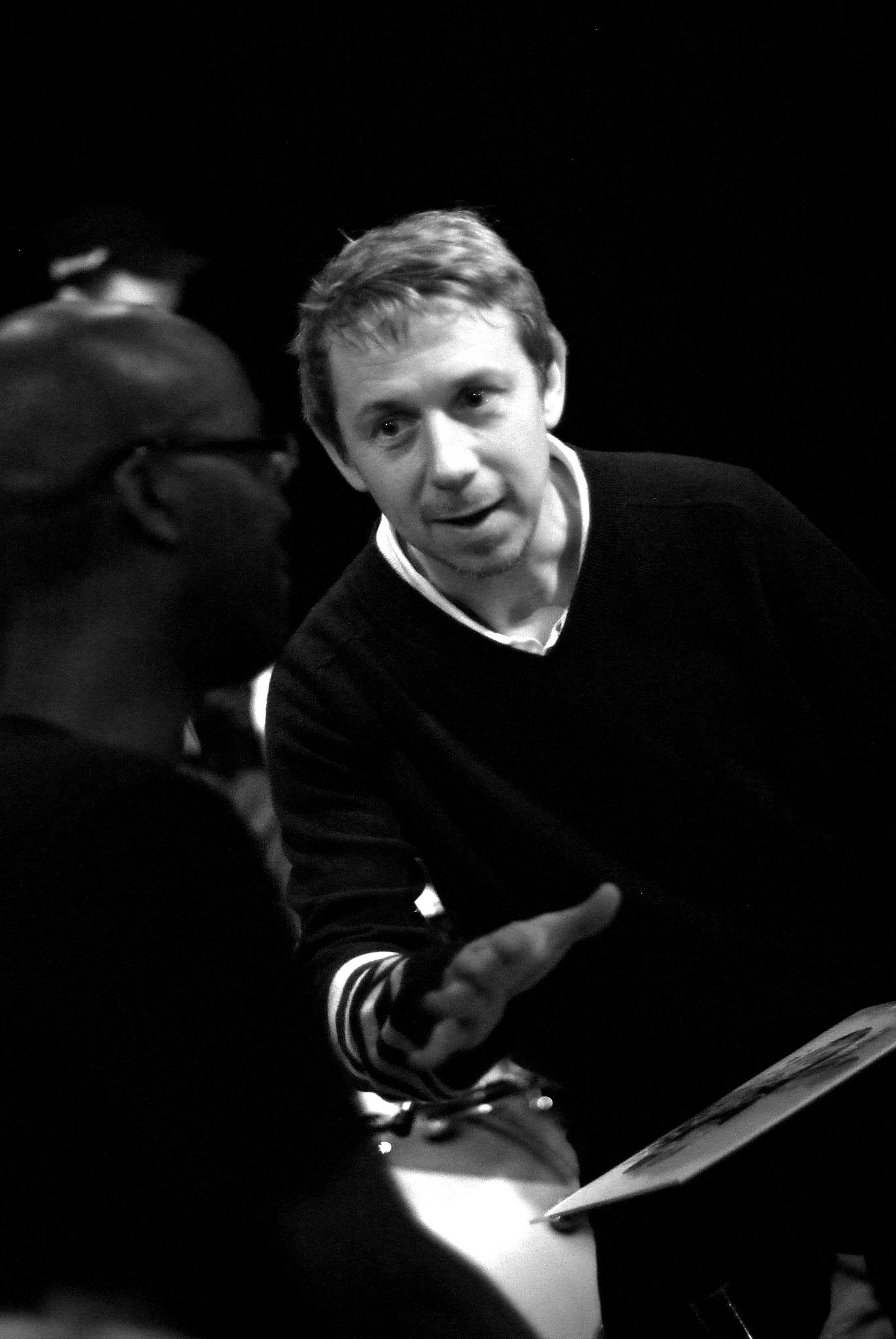
Le pianiste Robert Mitchell (à gauche) et Gilles Peterson, en octobre 2008.

Gilles Peterson, né à Caen le 28 septembre 1964 d'une mère française (Paris) et d'un père suisse (Zurich), est un DJ, propriétaire de labels de disques à Londres au Royaume-Uni.

## Histoire
En 1986, il participe à une première émission sur la radio publique londonienne BBC Radio London et monte un night-club à Camden. En 1988, lui et Eddie Piller fondent le label Acid Jazz Records, un label influent sur lequel figurent les Brand New Heavies, Jamiroquai, Corduroy, le James Taylor Quartet et Snowboy.
En 1990, il quitte Acid Jazz et fonde Talkin' Loud. Ce label produit des artistes tels que Courtney Pine, MJ Cole, The Young Disciples, Reprazent, 4hero, Incognito, Terry Callier, Galliano et bien d'autres. Au travers de ses deux labels Acid Jazz et Talkin' Loud, et après Kiss FM, il est recruté en 1998 par la BBC pour sa radio « jeune » Radio 1: dub, reggae, jazz, nu jazz, soul, neo soul, R&B, drum and bass, hip-hop. Son émission, nommée Worldwide, est diffusée jusqu'en 2012 sur la BBC Radio 1 puis bascule sur la BBC Radio 6 Music où elle est rallongée d'une heure. En 2016 il fonde sa propre webradio, Worldwide FM avec Thris Tian, l'un des membres fondateurs de Boiler Room.
Il est également à l'origine de nombreuses compilations (Gilles Peterson Worldwide, Incredible Sound, In Brazil, In Africa, Gilles Peterson Digs America, The BBC Sessions) et du Worldwide Festival qui a lieu tous les ans à Sète depuis 2006. La particularité du festival tient dans le fait que la scène principale soit installée sur la plage, le public touché vient majoritairement de pays étrangers. Deux autres éditions du festival ont lieu à Leysin, en Suisse ainsi qu'à Singapour.
Gilles Peterson apparaît dans son propre rôle dans le jeu vidéo Grand Theft Auto V en tant qu’animateur de la radio fictive Worldwide FM, reprenant le même principe que l'émission radio éponyme diffusée sur la BBC One.

## Diffusion
Il est notamment diffusé en Europe sur Radio Nova en France, Couleur3 en Suisse, RBB ḿultikulti et WDR Funkhaus Europa en Allemagne, Sublime FM aux Pays-Bas, Studio Brussel en Belgique et FM4 en Autriche.
Hors d'Europe, Gilles Peterson est également diffusé sur J-Wave au Japon.